# Château de Chevigné
Le château de Chevigné est un château situé à Saint-Georges-sur-Loire, en France.

## Localisation
Le château est situé dans le département français de Maine-et-Loire, sur la commune de Saint-Georges-sur-Loire. À l'époque féodale, il relevait des seigneurs du Plessis-Macé. Mais après les Walsh de Serrant, le domaine appartient, à partir de 1789/1792 au moins, à l'armateur nantais René O'Diette, consul de Hollande.

## Historique
L'édifice est inscrit au titre des monuments historiques en 1963.